# Glypta cymolomiae
Glypta cymolomiae är en stekelart som beskrevs av Tohru Uchida 1932. Glypta cymolomiae ingår i släktet Glypta och familjen brokparasitsteklar. Inga underarter finns listade i Catalogue of Life.